# Лейк-Сіті (Міннесота)
Лейк-Сіті (англ. Lake City) — місто (англ. city) в США, в округах Вобаша і Гудг'ю штату Міннесота. Населення — 5252 особи (2020).

## Географія
Лейк-Сіті розташований за координатами 44°26′45″ пн. ш. 92°16′51″ зх. д. / 44.44583° пн. ш. 92.28083° зх. д. (44.445705, -92.280925).  За даними Бюро перепису населення США в 2010 році місто мало площу 11,82 км², з яких 11,66 км² — суходіл та 0,16 км² — водойми.

## Демографія
Згідно з переписом 2010 року, у місті мешкали 5063 особи в 2238 домогосподарствах у складі 1428 родин. Густота населення становила 428 осіб/км².  Було 2687 помешкань (227/км²).
Расовий склад населення:
| - 95,3 % — білих - 0,8 % — азіатів - 0,5 % — чорних або афроамериканців - 0,3 % — корінних американців - 1,3 % — осіб інших рас |

До двох чи більше рас належало 1,7 %. Частка іспаномовних становила 3,2 % від усіх жителів.
За віковим діапазоном населення розподілялося таким чином: 20,2 % — особи молодші 18 років, 56,1 % — особи у віці 18—64 років, 23,7 % — особи у віці 65 років та старші. Медіана віку мешканця становила 46,2 року. На 100 осіб жіночої статі у місті припадало 92,7 чоловіків;  на 100 жінок у віці від 18 років та старших — 90,7 чоловіків також старших 18 років.
Середній дохід на одне домашнє господарство  становив 58 948 доларів США (медіана — 47 869), а середній дохід на одну сім'ю — 69 286 доларів (медіана — 57 639). Медіана доходів становила 41 186 доларів для чоловіків та 31 577 доларів для жінок. За межею бідності перебувало 7,8 % осіб, у тому числі 16,2 % дітей у віці до 18 років та 6,2 % осіб у віці 65 років та старших.
Цивільне працевлаштоване населення становило 2606 осіб. Основні галузі зайнятості: виробництво — 23,5 %, освіта, охорона здоров'я та соціальна допомога — 19,6 %, роздрібна торгівля — 15,8 %.